# Pontificio Colegio Español de San José
El Pontificio Colegio Español de San José (en italiano Pontificio Collegio Spagnolo di San Giuseppe) es una institución de la Iglesia católica, dependiente de la Conferencia Episcopal Española, dedicada a la formación superior de los sacerdotes. Está ubicado en Roma, Italia. En ella cursan los grados superiores de las disciplinas eclesiásticas sacerdotes de las distintas diócesis españolas. Desde sus inicios, y por expreso deseo del Papa que autorizó su erección, León XIII, mantiene una gran vinculación con la Pontificia Universidad Gregoriana.
Desde su fundación, el Colegio ha estado confiado a la Hermandad de Sacerdotes Operarios fundada por Manuel Domingo y Sol. En esta tarea están ayudados, desde el año 1952, por las religiosas Siervas de San José.

## Finalidad
La finalidad actual del Colegio es procurar un clima espiritual, científico, material y de convivencia apto para la formación de los alumnos que vienen a Roma con el fin de realizar estudios superiores eclesiásticos. El Colegio intenta hacer viva y real entre los sacerdotes residentes la «íntima fraternidad sacerdotal».

## Patronos del colegio

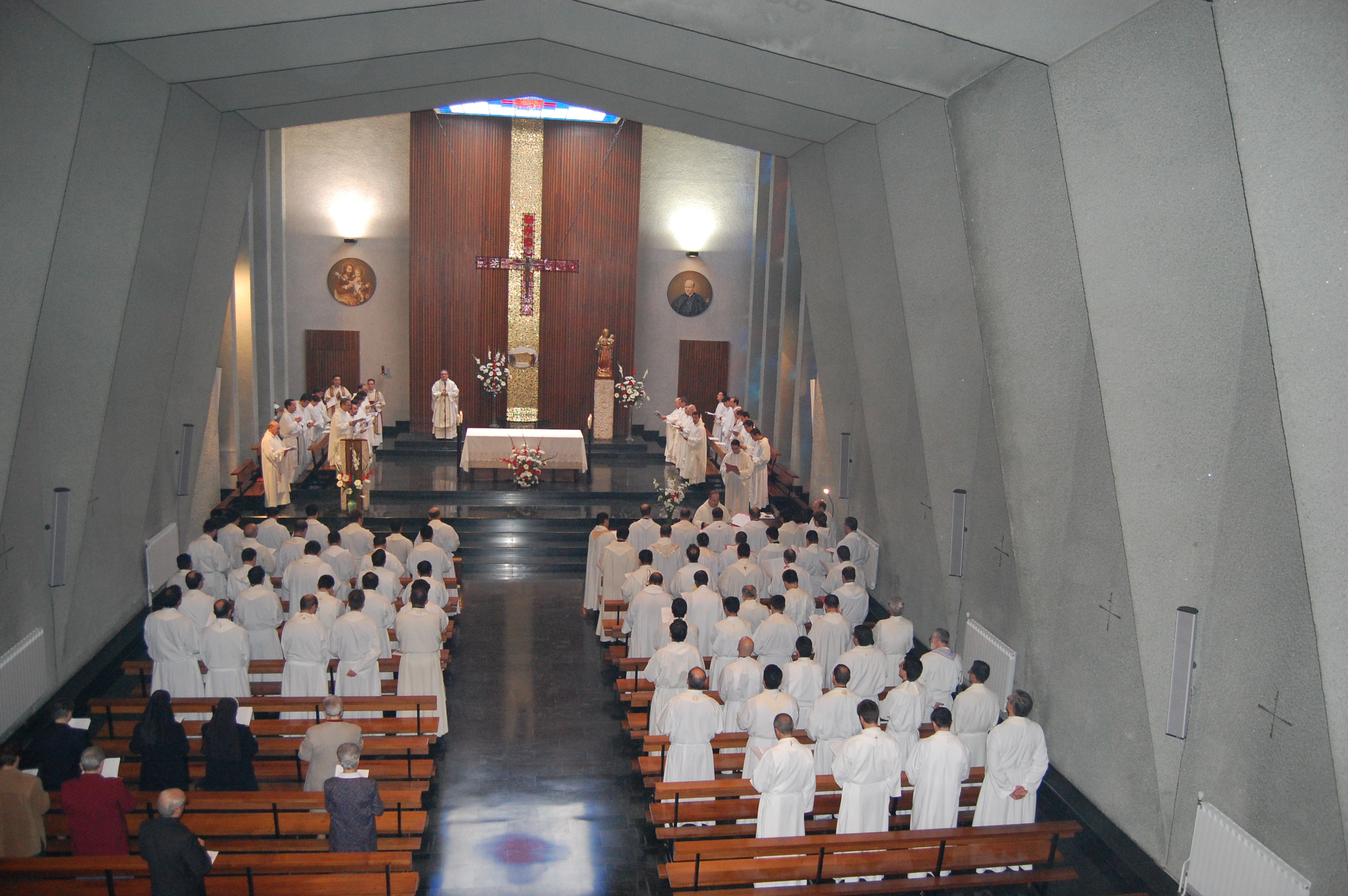
Aspecto de la iglesia del Colegio.

Son patronos del Pontificio Colegio Español los arzobispos de Sevilla y de Toledo y el presidente de la Conferencia Episcopal Española.

### Lista de patronos desde la fundación[2]
- 1893-1897 — Cardenal Antolín Monescillo y Viso, Arzobispo de Toledo
- 1893-1895 — Cardenal Benito Sanz y Forés, Arzobispo de Sevilla
- 1895-1906 — Cardenal Beato Marcelo Spínola y Maestre, Arzobispo de Sevilla
- 1898-1909 — Cardenal Ciriaco Sancha y Hervás, Arzobispo de Toledo
- 1907-1920 — Cardenal Enrique Almaraz y Santos, Arzobispo de Sevilla
- 1910-1913 — Cardenal Gregorio Aguirre García, Arzobispo de Toledo
- 1914-1920 — Cardenal Victoriano Guisasola y Menéndez, Arzobispo de Toledo
- 1920-1922 — Cardenal Enrique Almaraz y Santos, Arzobispo de Toledo
- 1920-1937 — Cardenal Eustaquio Illundain y Esteban, Arzobispo de Sevilla
- 1922-1927 — Cardenal Enrique Reig y Casanova, Arzobispo de Toledo
- 1928-1931 — Cardenal Pedro Segura y Sáenz, Arzobispo de Toledo
- 1933-1940 — Cardenal Isidro Gomá y Tomás, Arzobispo de Toledo
- 1937-1954 — Cardenal Pedro Segura y Sáenz, Arzobispo de Sevilla
- 1941-1968 — Cardenal Enrique Plá y Deniel, Arzobispo de Toledo
- 1954-1982 — Cardenal José María Bueno Monreal, Arzobispo de Sevilla.

A partir de aquí se incorporan como patronos los presidentes de la C.E.E..
- 1966-1969 — Cardenal Fernando Quiroga Palacios, arzobispo de Santiago de Compostela y presidente de la CEE
- 1969-1971 — Cardenal Vicente Enrique y Tarancón, Arzobispo de Toledo
- 1969-1971 — Monseñor Casimiro Morcillo González, arzobispo de Madrid-Alcala y presidente de la CEE
- 1971-1995 — Cardenal Marcelo González Martín, Arzobispo de Toledo
- 1971-1981 — Cardenal Vicente Enrique y Tarancón, arzobispo de Mádrid-Alcala y presidente de la CEE
- 1981-1987 — Monseñor Gabino Díaz Merchán , arzobispo de Oviedo y presidente de la CEE
- 1982-1987 — Cardenal Carlos Amigo Vallejo, Arzobispo de Sevilla
- 1987-1993 — Cardenal Ángel Suquía Goicoechea, arzobispo de Madrid-Alcala, arzobispo de Madrid y presidente de la CEE
- 1993-1999 — Monseñor Elías Yanes Álvarez, Arzobispo de Zaragoza y presidente de la CEE
- 1995-2002 — Cardenal Francisco Álvarez Martínez, Arzobispo de Toledo
- 1999-2005 — Cardenal Antonio María Rouco Varela, arzobispo de Madrid y presidente de la CEE
- 2002-2005 — Cardenal Antonio Cañizares Llovera, Arzobispo de Toledo
- 2005-2008 — Monseñor Ricardo Blázquez Pérez, Obispo de Bilbao y presidente de la CEE
- 2008-2014 — Cardenal Antonio María Rouco Varela, arzobispo de Madrid y presidente de la CEE
- 2014-2020 — Monseñor Ricardo Blázquez Pérez (cardenal desde 2015), Arzobispo de Valladolid y presidente de la CEE
- Desde 2020 - Cardenal Juan José Omella Omella, Arzobispo de Barcelona y presidente de la CEE

## Historia[3]
El Pontificio Colegio Español de San José en Roma, nace como respuesta a la situación de penuria en los estudios teológicos y en la formación del clero, que sufría la Iglesia española durante el siglo XIX.
Después de la Guerra de la Independencia, se ha producido una inversión radical en la situación de la Iglesia en España. Aunque el Estado sigue declarándose oficialmente católico, ha ido desamortizando la mayoría de los bienes eclesiásticos, amén de algunas instituciones centenarias que la Iglesia administraba desde su fundación. Así, una Iglesia que siempre había tenido un gran nivel universitario, con unas facultades de Teología que se contaban entre las mejores de Europa, a las que venían a estudiar en sus aulas, seminaristas y sacerdotes de muchos países, se encuentra con que las universidades han dejado de estar bajo su jurisdicción, y se han cerrado los estudios teológicos y facultades de Teología. Esto hará que el nivel de los estudios en España decaiga, provocando un gran retraso en lo teológico.
Junto a esto, vemos como en la Iglesia se ve con preocupación la situación general, donde las nuevas ideologías predominantes en las sociedades europeas, pueden hacer peligrar la unidad de una Iglesia concebida desde siempre como universal. Esta preocupación hará que los papas vean la necesidad de crear una serie de colegios nacionales donde los futuros sacerdotes sean educados en la romanidad, y en el sentido universalista de la Iglesia, para que cuando vuelvan a sus países de origen transmitan estas convicciones a aquellos a los que formen.

### Ubicación en Roma

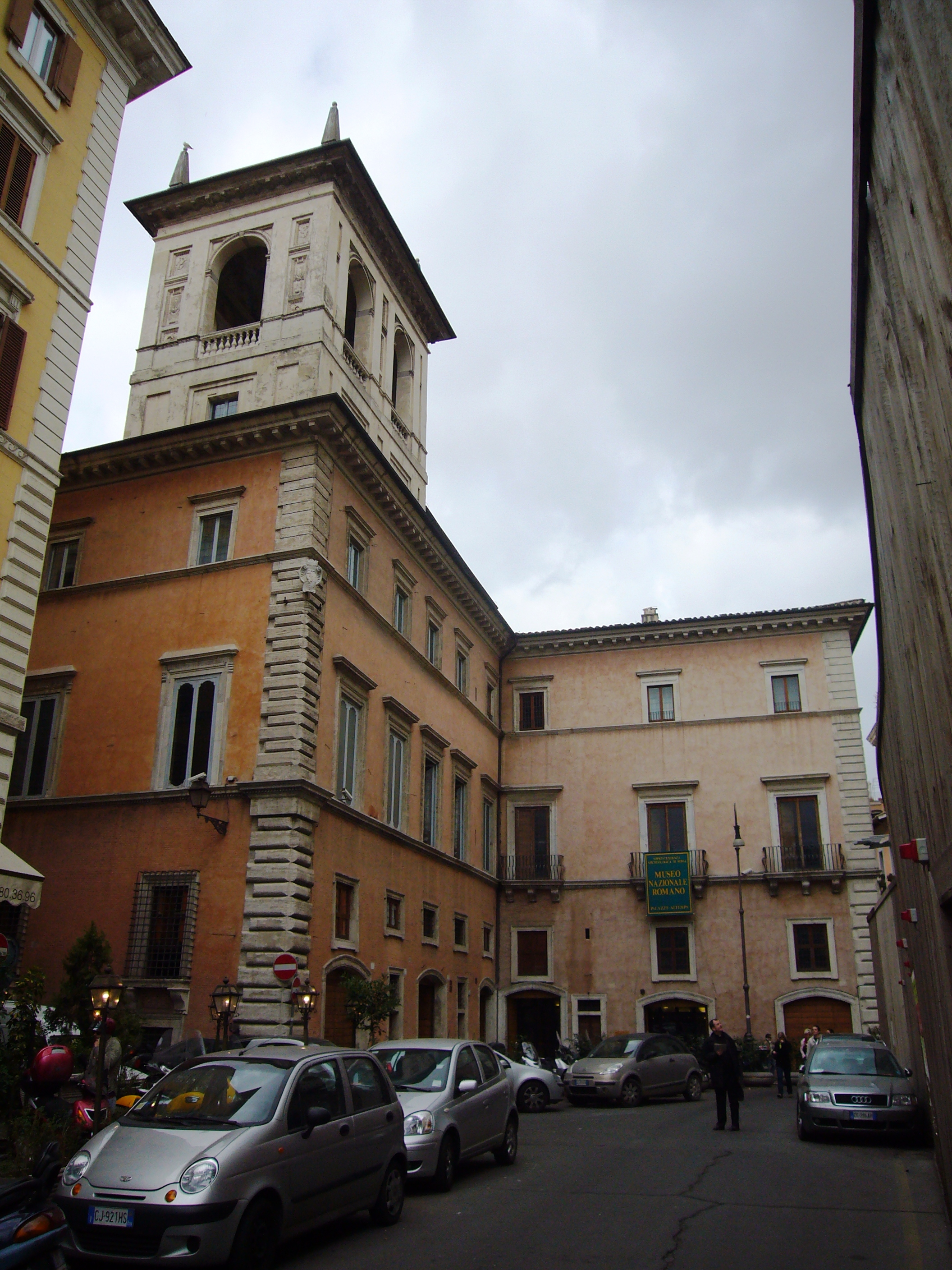
Palacio Altemps, primera sede permanente del Colegio.

En Roma, alemanes, ingleses, franceses, griegos, belgas, irlandeses, polacos y, más recientemente, los americanos, tanto del norte como del sur, disponían de un colegio «junto a la casa del Papa», en especial aquellos países en los que ser católico era más difícil, por ser países de mayoría protestante u ortodoxa, o no tenían un gran nivel teológico. Seguían las clases en la célebre Universidad Gregoriana, puesta en marcha por San Ignacio de Loyola casi quinientos años antes.
La finalidad de estos colegios internacionales romanos es clara: centros de formación humana, intelectual y espiritual donde los sacerdotes crecen en virtud y en saber. Sacerdotes que luego, repartidos por todas las naciones, aseguran desde sus tareas pastorales el amor y adhesión a la persona del Santo Padre, y la fidelidad a la doctrina cristiana católica.
En este contexto, y hasta finales del siglo XIX, la Iglesia española carecerá de colegio sacerdotal en Roma, si bien hubo varios intentos de fundación, todos fracasaron.
El 1 de abril de 1892 llegan los once primeros colegiales con el primer rector, Benjamín Miñana. En Roma se encuentra desde hace año y medio, gestionando un edificio para la fundación del colegio de españoles, un sacerdote de Tortosa, Manuel Domingo y Sol, en esa fecha sus gestiones aún no han dado fruto, por lo que al llegar serán albergados, provisionalmente, en la sala hospital de Monserrat, la casa aneja a la Iglesia española de Roma, cuya misión incluye de alguna manera atender a peregrinos y enfermos.

### Fundador
Manuel Domingo y Sol, más conocido como «Don Manuel», o «Mosén Sol», había nacido en Tortosa, provincia de Tarragona el 1 de abril de 1836. Sacerdote diocesano. Desde los primeros momentos de su vida sacerdotal su mayor preocupación fue la formación del clero, ya que veía claramente las deficiencias tanto de la formación teológica, como de la espiritual y humana, en los seminarios de su tiempo. A este fin creó la Hermandad de Sacerdotes Operarios Diocesanos, un grupo de sacerdotes que manteniendo la incardinación a sus respectivas diócesis, se ofrecían para dirigir los seminarios diocesanos, cuidando los tres aspectos de la formación de los futuros sacerdotes.
Entre sus grandes proyectos estuvo, desde el principio, la creación de un colegio en Roma, viendo en ello la solución a los grandes problemas del clero en España. Buscaba llevar allá docenas de seminaristas jóvenes que se capacitasen a fondo y luego regresasen, como fermento cultural, a los seminarios y centros diocesanos. En definitiva, instalar en Roma un colegio semejante a los de otras naciones.
Llegará a Roma en el año 1890, y se pasará año y medio entre la embajada de España, los despachos del Vaticano, y el Gobierno italiano, luchando con la burocracia política y religiosa. En Roma recibirá la ayuda de Giacomo della Chiesa, posteriormente Benedicto XV, diplomático de la Curia que gozaba de la confianza del cardenal Rampolla, secretario de Estado y antiguo nuncio en España. Della Chiesa respalda los proyectos de Mosén Sol.
Sobre todo contará con el apoyo de Rafael Merry del Val, en aquella época un joven monseñor, a quien llamará «el ángel del colegio» o también «San Rafael del Colegio», por el gran papel que desarrollará a beneficio del colegio. Este era hijo del entonces embajador de España en Viena, trasladado posteriormente a la Embajada de España cerca de la Santa Sede y, desempeñaba funciones de asistencia personal al papa León XIII. En el futuro estará llamado a altos destinos: cardenal y secretario de Estado de Pío X. Mosén Sol y él se convertirán en grandes amigos como fruto de esta colaboración.

### Sede
El primer intento de Mosén Sol iba encaminado a conseguir un edificio que la Orden Trinitaria poseía en la Via Condotti, actualmente una importante arteria comercial, a los pies de la escalinata de Trinità dei Monti, y próxima a la Embajada Española cerca de la Santa Sede. Hubo forcejeos con los gobiernos español e italiano, y todo terminó en fracaso. En la primavera de 1892, como dijimos más arriba, hubo de situar a sus primeros estudiantes dentro del hospital de Montserrat.
Para el curso siguiente, 1892-1893, vinieron ya 32 colegiales, procedentes de doce diócesis, que también pasaron el año en Montserrat. Sin embargo, en este tiempo, el papa León XIII comienza a hablar de otro edificio, el palacio Altemps. Pero entre la falta de fondos de los obispos españoles, y la negativa del gobierno español, en principio se abandona este proyecto.

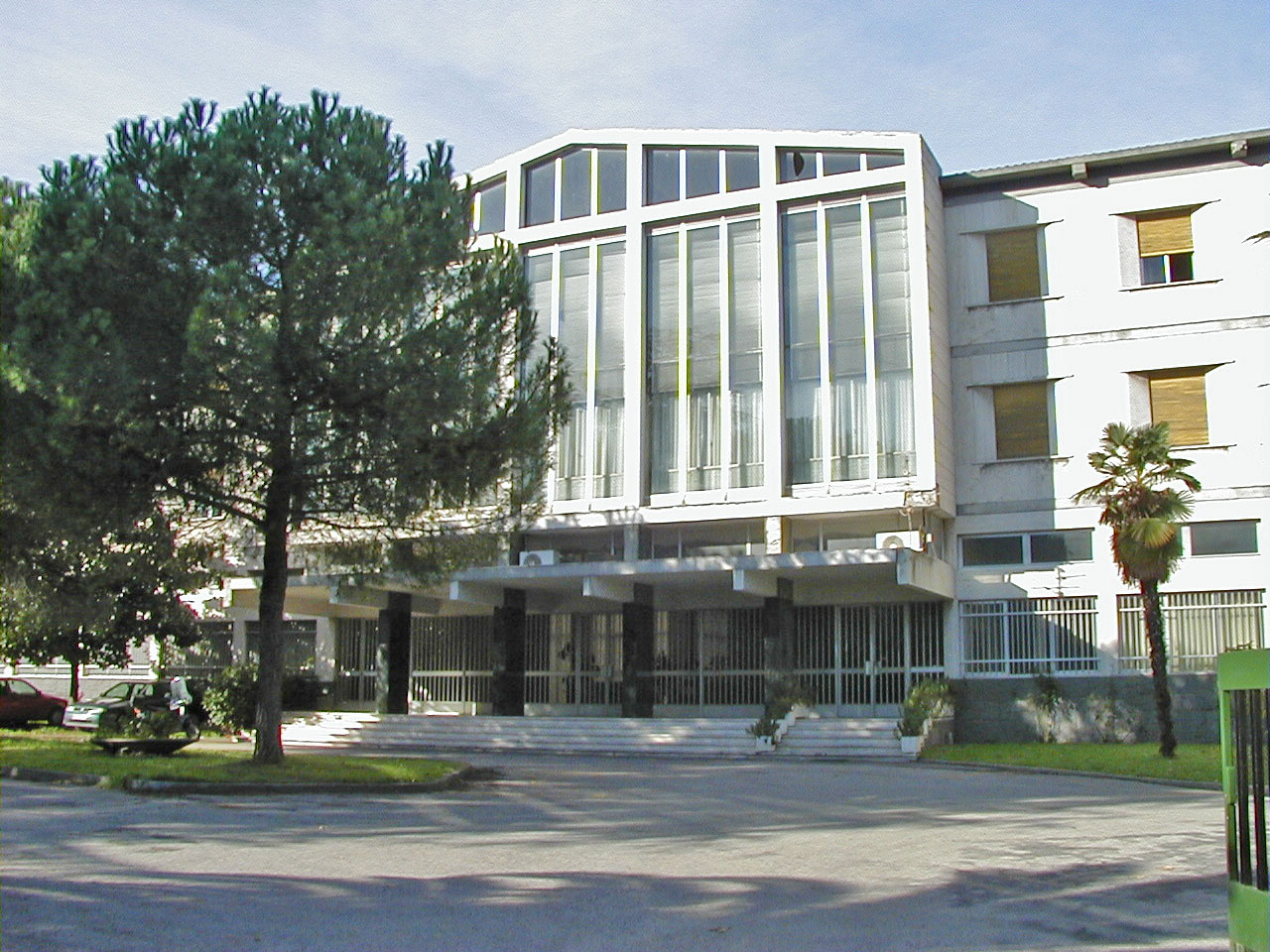
Entrada del Colegio.

También jugará un papel importante en este tema el cardenal Benito Sanz y Forés de quien dirá Mosén Sol: «Ha sido para nosotros la Providencia de la colosal empresa de Roma». Sanz y Forés tenía un proyecto para solucionar la cuestión económica del sostenimiento del Colegio Español, pero su muerte prematura fue causa de que dicho proyecto no se llegara a presentar. Sanz y Forés, que había sido obispo de Oviedo, promovido al Arzobispado de Valladolid, era en estos momentos arzobispo de Sevilla. Se preocupó por la adquisición de una buena casa para la sede del Colegio. Una vez creado cardenal le presentó al Papa los puntos capitales y urgentes para el Colegio Español. El 21 de junio de 1893 conseguirá del cardenal Rampolla la cesión de Altemps, en aquel tiempo sede del Seminario Menor de Roma, dependiente del Vicariato, y de algunas oficinas de congregaciones.
En octubre de 1893, 42 estudiantes inician el nuevo curso. León XIII les pagaría el alquiler en una planta del palacio Altieri, cerca de la Universidad Gregoriana.
Pero no será hasta septiembre de 1894 cuando se solucione el tema de la residencia permanente del Colegio. Los estudiantes españoles, en número de 52, ocuparán su residencia definitiva: el palacio Altemps, un edificio renacentista en el corazón de Roma, junto a piazza Navona. La Santa Sede adquirirá el edificio, y será confiado por el papa León XIII al episcopado español a través de la carta Non mediocre, con fecha de 25 de octubre de 1893, para sede colegial de España. Por sus habitaciones pasaron más de 2200 alumnos.

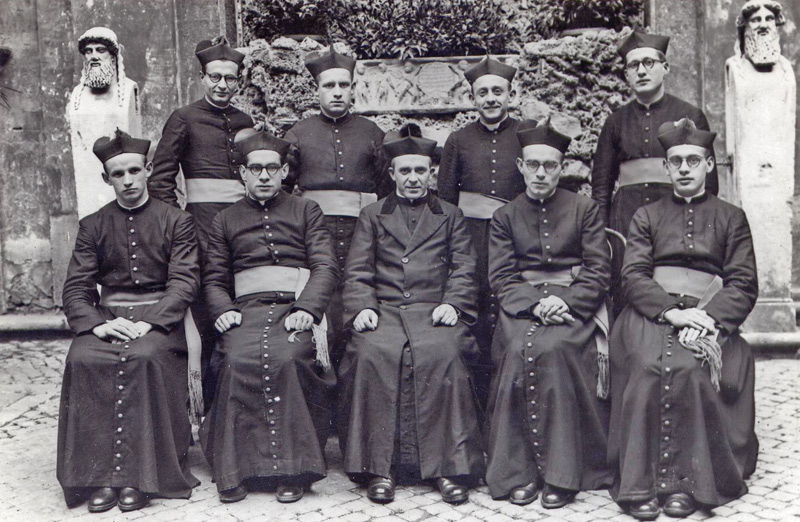
Colegiales en el patio del palacio Altemps el 19 de marzo de 1943.

El 21 de noviembre de 1923, los reyes de España, Alfonso XIII y Victoria Eugenia visitaron el Colegio.
La vida del Colegio continuará normalmente, sucediéndose las promociones de alumnos, una tras otra. Hasta que en marzo de 1956, y ante el hecho de que Altemps se ha quedado pequeño (cada promoción consta de 55 alumnos, que estarán por un período de 5 a 7 años), se decide realizar otro edificio que albergue esta institución. Así, en marzo del mismo año, el papa Pío XII bendecirá, la primera piedra de un edificio moderno, proyecto del arquitecto español José María de la Vega Samper, que será construido a las afueras de Roma, Via di Torre Rossa, como nueva sede del Colegio Español, frente al Pontificio Instituto de Música Sacra. En otoño de 1965, Pablo VI inaugurará oficialmente el nuevo Colegio, siendo sede del episcopado español asistente al Concilio Ecuménico Vaticano II. En principio, este nuevo edificio se proyecta como residencia para los seminaristas, pero ante la reducción del número de seminaristas enviados a Roma, y el aumento del de sacerdotes, se abandonará el palacio Altemps en 1971, volviendo a las manos de la Santa Sede.
El 11 de febrero de 1977 es visitado por el rey de España Juan Carlos I, y por Juan Pablo II el 29 de octubre de 1983.

## En la actualidad
Por el Pontificio Colegio Español de San José han pasado, en estos más de cien años de vida, cerca de 3500 sacerdotes, realizando estudios de diferentes especialidades en las diversas universidades y ateneos pontificios de Roma. Los alumnos pueden estudiar en los siguientes centros:
- Pontificia Universidad Gregoriana
- Pontificio Instituto Bíblico

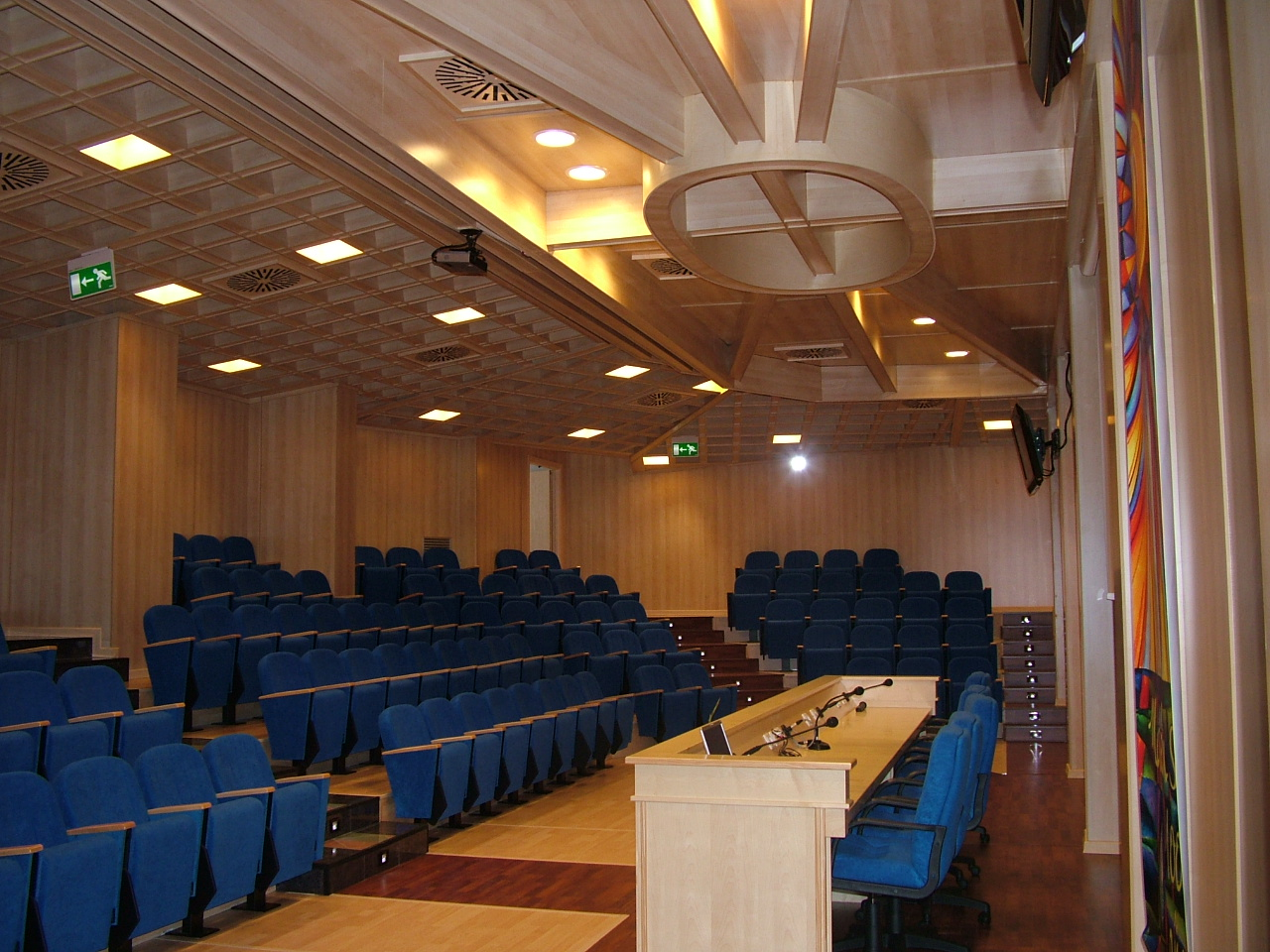
Nuevo salón de actos.

- Universidad Pontificia de Santo Tomás de Aquino (Angelicum)
- Pontificia Universidad Lateranense
- Pontificia Universidad Urbaniana
- Pontificia Universidad Salesiana
- Pontificia Universidad de la Santa Cruz
- Agustinianum
- Alfonsianum
- Anselmianum
- Antonianum
- Ateneo Regina apostolorum
- Camilianum
- Marianum
- Theresianum
- Pontificio Instituto Juan Pablo II

Entre estos alumnos se encuentran la mayoría de los profesores de las materias de ciencias eclesiásticas del pasado y del presente de España, así como muchos de sus obispos. Durante el curso 2017-18, acogió a cuatro seminaristas.
El edificio ha sido sometido a una profunda reestructuración, a fin de mejorar los servicios que se prestan tanto a los colegiales como a los sacerdotes que pasan por Roma, bien por estudios, congresos o asuntos oficiales. Así, tras una primera fase en la que se arregló la biblioteca y los pabellones de habitaciones San Pedro, San Pablo y San Juan de Ávila, se procedió a inaugurar el nuevo salón de actos del Colegio, así como las oficinas del rectorado y archivo. También se llevó a cabo la reestructuración del pabellón principal, donde se encuentran las habitaciones de los obispos y la residencia de las religiosas, la cocina, el comedor y la lavandería.
José San José Prisco, hasta entonces decano de la Facultad de Derecho canónico de la Universidad Pontificia de Salamanca, en sustitución de Ángel Pérez Pueyo, nombrado en 2013 obispo de Barbastro fue rector del Colegio (8 de abril de 2015-1 de septiembre de 2023)
El 1 de septiembre de 2023 fue nombrado rector del Colegio, Carlos Comendador (Talavera de la reina, 1972), que era vice director general de la Hermandad de Sacerdotes Operarios Diocesanos (desde 2022).

## Antiguos alumnos del colegio
Como referencias general puede consultarse el Catálogo publicado con motivo del centenario del Colegio.

### Cardenales
- Rafael Merry del Val, Secretaría de Estado de la Santa Sede
- Enrique Plá y Deniel, obispo de Ávila, obispo de Salamanca, arzobispo de Toledo
- Manuel Arce y Ochotorena, obispo de Zamora, obispo de Oviedo, arzobispo de Tarragona
- Benjamín de Arriba y Castro, obispo de Mondoñedo, Obispo de Oviedo, arzobispo de Tarragona
- Fernando Quiroga Palacios, obispo de Mondoñedo, arzobispo de Santiago
- José María Bueno Monreal, obispo de Jaca, obispo de Vitoria, arzobispo de Sevilla
- Narcis Jubany i Arnau, auxiliar de Barcelona, obispo de Gerona, arzobispo de Barcelona
- Eduardo Martínez Somalo, sustituto de la Secretaría de Estado de la Santa Sede, prefecto de la Congregación para el Culto Divino y la Disciplina de los Sacramentos, prefecto de la Congregación para los Institutos de Vida Consagrada y las Sociedades de Vida Apostólica, camarlengo de la Iglesia católica.
- Lluis Martínez Sistach, obispo de Tortosa, arzobispo de Tarragona, arzobispo de Barcelona.

### Patriarca
- Leopoldo Eijo y Garay, obispo de Tuy-Vigo, Obispo de Vitoria, obispo de Madrid-Alcala, Patriarca de las Indias Occidentales.

### Arzobispos

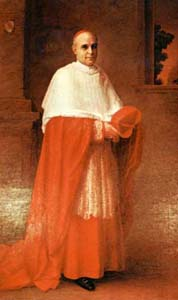
Cardenal Merry del Val, cofundador del Colegio.

- Antonio García García, obispo de Tuy-Vigo
- Balbino Santos Olivera, obispo de Málaga, arzobispo de Granada
- Gregorio Modrego Casaus, arzobispo de Barcelona
- Enrique Delgado Gómez, obispo de Almería, arzobispo de Pamplona
- José Pont Gol, obispo de Segorbe-Castellón, arzobispo de Tarragona
- Maximino Romero de Lema, auxiliar de Madrid, obispo de Ávila, Curia Romana
- Ramón Torrella Cascante, auxiliar de Barcelona, Curia Romana, arzobispo de Tarragona
- Elías Yanes Álvarez, auxiliar de Oviedo, arzobispo de Zaragoza
- Antonio Montero Moreno, auxiliar de Sevilla, obispo de Badajoz, arzobispo de Mérida-Badajoz
- Manuel Ureña Pastor, obispo de Ibiza, obispo de Alcalá de Henares, obispo de Cartagena, arzobispo de Zaragoza
- Santiago Martínez Acebes, obispo de Plasencia, arzobispo de Burgos
- Justo Mullor García, nuncio apostólico, Pontificia Academia Eclesiástica
- Santos Abril y Castelló, nuncio apostólico
- Félix del Blanco Prieto, nuncio apostólico.

### Obispos
- Juan Bautista Luis Pérez, auxiliar de Toledo, obispo de Oviedo
- Ángel Regueras López, diócesis de Plasencia, obispo de Salamanca
- Miguel de los Santos Díaz y Gómara, auxiliar de Zaragoza, obispo de Osma, obispo de Cartagena, administrador apostólico de Barcelona
- Manuel López Arana, obispo de Curium, administrador apostólico de Ciudad Rodrigo
- Lino Rodrigo Ruesca, auxiliar de Granada, obispo de Huesca
- José María Alcaraz Alenda, obispo de Badajoz
- Justo Echeguren Aldama, obispo de Oviedo
- Tomás Gutiérrez Díaz, obispo de Osma, obispo de Cádiz y Ceuta
- Diego Ventaja Milán, diócesis de Almería
- Santos Moro Briz, obispo de Ávila
- Antonio Pildáin y Zapiáin, obispo de Canarias
- Manuel Moll Salord, obispo coadjutor de Tortosa, administrador apostólico de Lérida, obispo de Tortosa
- Daniel Llorente y Federico, auxiliar de Burgos, obispo de Segovia
- Eduardo Martínez González, auxiliar de Toledo, obispo de Zamora
- Ramón Iglesias Navarri, obispo de Urgel
- Jesús Mérida Pérez, obispo de Astorga
- José Guerra Campos, auxiliar de Madrid-Alcalá (1964), obispo de Cuenca (1973)
- José Mazuelos Pérez, obispo de la diócesis de Asidonia-Jerez.
- Juan del Río Martín, obispo de Asidonia-Jerez, arzobispo castrense de España
- Julián Ruiz Martorell, obispo de Huesca y Jaca (2010)
- Juan Antonio Aznárez Cobo, obispo auxiliar de Pamplona y de Tudela (2012)
- José Leonardo Lemos Montanet, obispo de Orense (2012)
- Ángel Fernández Collado, obispo auxiliar de Toledo (2013)
- Francisco Jesús Orozco Mengíbar, obispo de Guadix (2018)